# صموئيل ماكي (سياسي)
صموئيل ماكي هو محامي وسياسي أمريكي، ولد في 13 أكتوبر 1774 في كسينغتون في الولايات المتحدة، وتوفي في 16 أكتوبر 1826 في مقاطعة هيكمان في الولايات المتحدة. نشط حزبياً في الحزب الجمهوري الديمقراطي. وقد انتخب عضو مجلس النواب الأمريكي ‏.